# José Luis Morales (labdarúgó, 1987)
José Luis Morales (Madrid, 1987. július 23. –) spanyol labdarúgó, a Villarreal csatárja.

## Pályafutása
Morales a spanyol fővárosban, Madridban született. Az ifjúsági pályafutását a Brunete akadémiájánál kezdte.
2006-ban mutatkozott be a Parla felnőtt keretében. 2010-ben a Fuenlabrada, majd 2011-ben a Levante B szerződtette. 2013-ban az első osztályban szereplő Levantéhez igazolt. A 2013–14-es szezonban a másodosztályú Eibar csapatánál szerepelt kölcsönben. 2022. július 1-jén kétéves szerződést kötött a Villarreal együttesével. Először a 2022. augusztus 13-ai, Valladolid ellen 3–0-ra megnyert mérkőzés 72. percében, Gerard Moreno cseréjeként lépett pályára. Első ligagólját 2022. szeptember 4-én, az Elche ellen hazai pályán 4–0-ás győzelemmel zárult találkozón szerezte meg.

## Statisztikák
2023. április 8. szerint
| Klub               | Szezon   | Osztály          | Bajnokság | Bajnokság | Kupa és Ligakupa | Kupa és Ligakupa | Nemzetközi | Nemzetközi | Összesen | Összesen |
| Klub               | Szezon   | Osztály          | Meccs     | Gól       | Meccs            | Gól              | Meccs      | Gól        | Meccs    | Gól      |
| ------------------ | -------- | ---------------- | --------- | --------- | ---------------- | ---------------- | ---------- | ---------- | -------- | -------- |
| Eibar (kölcsönben) | 2013–14  | Segunda División | 38        | 2         | 0                | 0                | —          | —          | 38       | 2        |
| Levante            | 2014–15  | La Liga          | 36        | 3         | 0                | 0                | —          | —          | 36       | 3        |
| Levante            | 2015–16  | La Liga          | 35        | 7         | 1                | 0                | —          | —          | 36       | 7        |
| Levante            | 2016–17  | Segunda División | 40        | 4         | 0                | 0                | —          | —          | 40       | 4        |
| Levante            | 2017–18  | La Liga          | 35        | 10        | 4                | 2                | —          | —          | 39       | 12       |
| Levante            | 2018–19  | La Liga          | 37        | 12        | 1                | 0                | —          | —          | 38       | 12       |
| Levante            | 2019–20  | La Liga          | 38        | 4         | 3                | 0                | —          | —          | 41       | 4        |
| Levante            | 2020–21  | La Liga          | 38        | 13        | 7                | 1                | —          | —          | 45       | 14       |
| Levante            | 2021–22  | La Liga          | 35        | 13        | 1                | 0                | —          | —          | 36       | 13       |
| Levante            | Összesen | Összesen         | 294       | 66        | 17               | 3                | 0          | 0          | 311      | 69       |
| Villarreal         | 2022–23  | La Liga          | 27        | 7         | 3                | 2                | 10         | 6          | 40       | 15       |
| Összesen           | Összesen | Összesen         | 359       | 75        | 20               | 5                | 10         | 6          | 389      | 86       |

## Sikerei, díjai
Eibar
- Segunda División
  - Feljutó (1): 2013–14

Levante
- Segunda División
  - Feljutó (1): 2016–17